# Vrelo (Istok)
Pour les articles homonymes, voir Vrelo.
Vrellë en albanais et Vrelo en serbe latin (en serbe cyrillique : Врело) est une localité du Kosovo située dans la commune/municipalité d'Istog/Istok et dans le district de Pejë/Peć. Selon le recensement kosovar de 2011, elle compte 2 641 habitants.
Le village est également connu sous les noms albanais de Tedel et Tedeli.

## Histoire
Sur le territoire du village, le monastère de la Mère-de-Dieu a été construit entre 540 et 560 ; ses ruines figurent parmi les monuments d'importance exceptionnelle de la république de Serbie et sur la liste des monuments culturels du Kosovo. On y trouve aussi une église paléochrétienne qui date des IVe-VIe siècles, proposée pour une inscription par le Kosovo, ainsi que les vestiges d'un fort romain remontant aux Ier et IVe siècles, lui aussi proposé pour une inscription.
Des monuments plus récents sont également proposés pour une inscription sur la liste kosovare : la mosquée du village, le moulin de Qelë Bicaj, ainsi que la tour et le moulin d'Ali Bel Bicaj.

## Démographie

### Évolution historique de la population dans la localité
| 1948  | 1953  | 1961  | 1971  | 1981  | 1991  | 2011  |
| ----- | ----- | ----- | ----- | ----- | ----- | ----- |
| 1 359 | 1 459 | 1 621 | 2 125 | 2 601 | 3 050 | 2 641 |

|  |

### Répartition de la population par nationalités (2011)
En 2011, les Albanais représentaient 99,81 % de la population.